# Ikiteita Chuzetsuji
Ikiteita Chuzetsuji.... (生きていた中絶児…)  é um EP da banda de rock Kuroyume, do movimento visual kei, lançado em 21 de dezembro de 1992 pela gravadora independente da banda La†Miss. Em 2014, a banda realizou as perfomances de três noites consecutivas "The Second Coming of 1994 『Jigoku no San-yo" e tocou as músicas de seus primeiros lançamentos como Ikiteita Chuzetsuji e outros, pela primeira vez em anos.

## Produção
Foi remasterizado de uma fita demo de mesmo nome, mudando a ordem das faixas. A canção "Shinai Naru Death Mask" foi regravada acompanhada de um videoclipe e relançada no álbum seguinte Nakigara O.

## Recepção
Alcançou a primeira posição nas paradas da Oricon Indies Albums.

## Faixas
Todas as letras escritas por Kiyoharu. 
| N.º            | Título                                        | Música         | Duração |  |
| 1.             | "Kuroyume" (黒夢)                             | Hitoki         | 4:38    |  |
| 2.             | "Kurui Dorei" (狂い奴隷)                      | Shin           | 5:16    |  |
| 3.             | "Haritsuke" (磔)                              | Hitoki         | 2:21    |  |
| 4.             | "Raku-shi unmei" (楽死運命)                   | Hitoki         | 6:57    |  |
| 5.             | "Shinai Naru Death Mask" (親愛なるDEATH MASK) | Kiyoharu       | 3:40    |  |
| 6.             | "Kagami ni Naritai" (鏡になりたい)            | Shin           | 4:20    |  |
| Duração total: | Duração total:                                | Duração total: | 27:12   |  |

## Créditos
- Kiyoharu (清春) - vocal
- Hitoki (人時) - baixo
- Shin (臣) - guitarra